# Dan Jiránek
Dan Jiránek (* 19. srpna 1963 Mladá Boleslav) je český politik, v letech 2004 až 2014 a znovu pak 2018 až 2020 primátor města Kladna, v letech 2004 až 2008 a opět v letech 2011 až 2024 zastupitel Středočeského kraje, v letech 2011 až 2015 předseda Svazu měst a obcí ČR, člen ODS.

## Život
Vystudoval Vysokou školu technickou v Ostravě. Kvůli tomu, že jeho rodiče nebyli v komunistické straně, nemohl studovat na žádné střední škole.[zdroj⁠?!] Rodina se proto přestěhovala do Kladna, kde se tou dobou otevírala nová škola s oborem hutním. Po složení maturitní zkoušky nastoupil jako zaměstnanec Poldovky, kde pracoval až do roku 1996.

## Politické působení
V roce 2011 kandidoval do Senátu PČR v doplňovacích volbách v senátním obvodu č. 30 – Kladno na mandát po zesnulém bývalém ministru zahraničí Jiřím Dienstbierovi. V prvním kole voleb uspěl a s volební podporou 27 % hlasů postoupil do kola druhého. Spolu s ním postoupil syn zemřelého senátora Jiří Dienstbier mladší s podporou 44 % hlasů. Ve druhém kole Dienstbier získal mandát senátora se ziskem 65% platných hlasů, i díky podpoře SZ, KDU-ČSL a KSČM. Volební účast ve druhém kole byla 17,63 % oprávněných voličů (tj. 20 732 hlasů).
Dne 10. června 2011 byl zvolen předsedou Svazu měst a obcí ČR, ve funkci tak nahradil Oldřicha Vlasáka. Tuto pozici zastával do června 2015, kdy jej nahradil František Lukl.
V komunálních volbách v roce 2014 obhájil post zastupitele města Kladna, když vedl kandidátku ODS. Strana však skončila na druhém místě, nepodařilo se jí stát součástí koalice a Dan Jiránek tak v listopadu 2014 skončil ve funkci primátora města a dále působí jen jako řadový opoziční zastupitel.
V krajských volbách v roce 2016 obhájil za ODS post zastupitele Středočeského kraje.
V komunálních volbách v roce 2018 opět obhájil post zastupitele města Kladna, když i tentokrát vedl kandidátku ODS. Koalici následně vytvořily druhá ODS, třetí uskupení "KLADEŇÁCI" (tj. hnutí STAN, TOP 09, KDU-ČSL a Piráti), čtvrté hnutí ANO 2011 a šesté hnutí SPD. Od koalice se však kvůli spolupráci s hnutím SPD distancovali TOP 09 a Piráti, jejich zástupci buď rezignovali na mandáty nebo ve stranách ukončili členství. Jiránek byl nakonec dne 21. listopadu 2018 zvolen novým primátorem města Kladna, nahradil tak Milana Volfa ze strany Volba pro Kladno. V září 2020 však byl z této funkce odvolán a nahradil jej opět Milan Volf ze strany Volba pro Kladno.
V krajských volbách v roce 2020 obhájil za ODS mandát zastupitele Středočeského kraje. V komunálních volbách v roce 2022 obhajoval za ODS post kladenského zastupitele, ale nebyl zvolen (stal se nicméně prvním náhradníkem). Po krajských volbách v roce 2024 jako krajský zastupitel skončil, jelikož nebyl znovu zvolen.